# Asjen
Asjen  (in arabo اسجن‎?) è un centro abitato e comune rurale del Marocco situato nella provincia di Ouezzane, regione di Tangeri-Tetouan-Al Hoceima. Conta una popolazione di 13 139 abitanti (censimento 2014).